# 阿爾伯特 (瑞典國王)
阿爾伯特（瑞典語：Albrekt av Mecklenburg；約1338年—1412年4月1日）。梅克倫堡王朝的瑞典國王（1364年－1389年在位）、梅克倫堡-什未林公爵（1384年－1412年在位）（被稱阿爾布雷希特三世）。梅克倫堡-什未林公爵阿爾伯特二世（或稱阿爾布雷希特二世）（被瑞典人稱為梅克倫堡之狐）與埃里克·馬格努松的女兒歐菲米亞·埃里克斯多塔的次子。阿爾伯特透過比耶博家族的母親歐菲米亞·埃里克斯多塔，而成為瑞典王位首位順位繼承人，亦通過小斯渥克爾松·卡爾松的女兒克里斯蒂娜·斯渥克爾多塔成為斯渥克爾家族繼承人。斯渥克爾二世於1196年至1208年間一直是瑞典國王。

## 生平
1363年，以博瓊森為首的瑞典貴族議會成員抵達梅克倫堡王庭。他們因反對國王馬格努斯四世的一次叛亂而被驅逐出國。阿爾伯特在貴族們的要求及數名德意志諸侯的支持下入侵瑞典。一些漢薩城市和德國北部的諸侯表態支持新國王。斯德哥爾摩和卡爾馬因有大量來自漢薩同盟的民眾而同時表示歡迎此次入侵。阿爾伯特於1364年2月18日在莫拉石頭加冕為瑞典國王。
阿爾伯特入主瑞典帶來了雙方的支持者長達八年的內戰，阿爾伯特的軍隊與由馬格努斯四世的次子挪威國王哈康六世支持的馬格努斯四世軍隊於1365年在恩雪平對戰，馬格努斯四世戰敗及被俘。此戰後，丹麥國王瓦爾德瑪四世介入幫助馬格努斯四世那一方，而且因為阿爾伯特在瑞典各省份重用德意志人的官僚，所以阿爾伯特在除了斯德哥爾摩等要塞外的瑞典各地並不受歡迎。在瑞典農民和丹麥軍隊的支持下，哈康六世才能取回優勢，並於1371年圍攻斯德哥爾摩，但是這優勢並不長久，很快在斯得哥爾摩的瑞典貴族的軍事支持下，阿爾伯特打敗了挪威及丹麥聯軍。其後雙方簽署和約，協議令馬格努斯四世被釋放及准許流亡挪威，雖然阿爾伯特保持了瑞典王位，但是要起誓作出重大的讓步將權力讓給攝政委員會的瑞典貴族。博瓊森以權力搶奪了1500個農場，他很快成為瑞典最大的地主，控制了瑞典全境的三分之一，擁有該國最大的非皇家財產。

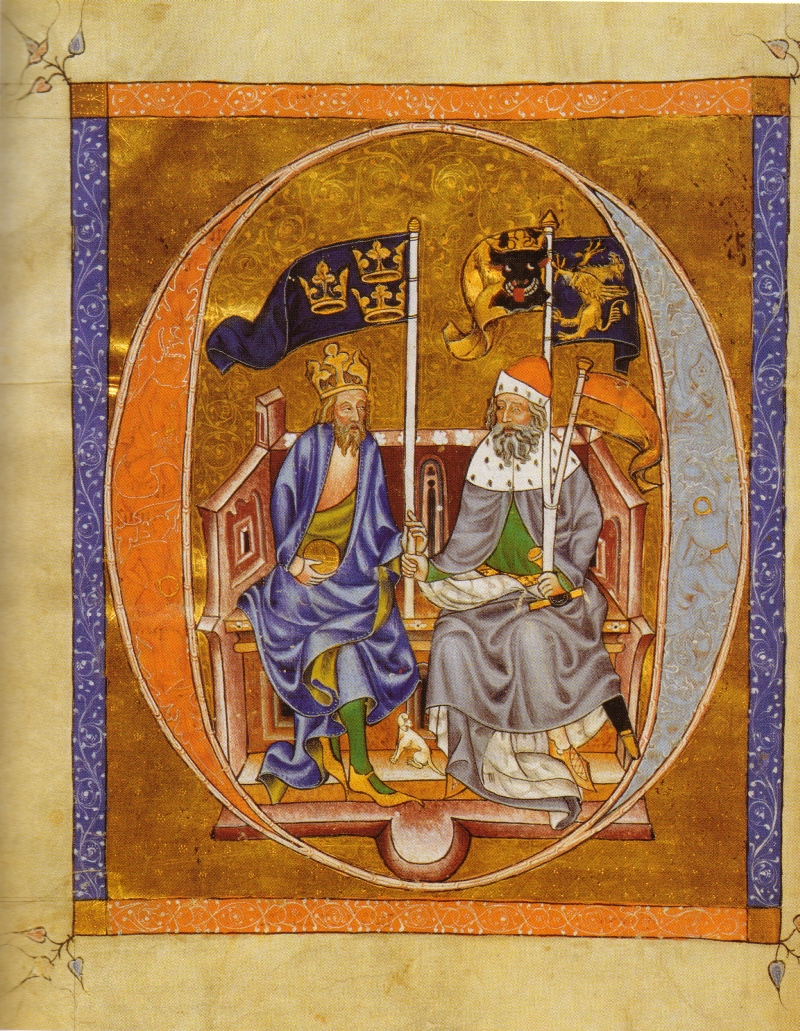
阿爾布雷希特三世 (左) 與他的父親梅克倫堡-什未林公爵阿爾布雷希特二世

阿爾伯特保留瑞典王位19年，但瑞典西部的大部分人並不支持他的統治。然而，當阿爾伯特試圖減少瑞典貴族的大莊園時，他在斯德哥爾摩亦失去了支持。1389年，面對失去土地和財富的瑞典攝政委員會轉向支持丹麥的瑪格麗特一世請求她幫助擺脫阿爾伯特。瑪格麗特一世派出軍隊並於1389年2月丹麥軍隊在奧斯勒之戰擊敗阿爾伯特。阿爾伯特被俘，被廢黜及送往斯堪尼的林德霍爾曼城堡，往後的六年他在那裡被監禁。阿爾伯特於1395年在進行和平談判16天後被釋放，他同意在三年內放棄斯德哥爾摩，或者支付大筆款項以回報瑪格麗特一世。當三年之期結束時，阿爾伯特選擇放棄斯德哥爾摩而不是罰款，並於1398年協議生效時，將斯德哥爾摩授予瑪格麗特一世。
另一方面，阿爾伯特於1384年繼承了梅克倫堡-什未林公爵的稱號，並將其與瑞典在個人名下合併。
阿爾伯特在1412年去世，被埋在梅克倫堡的多伯蘭修道院。

## 家庭
1359年，阿爾伯特與施威林的理察迪絲結婚，兩人共有1子1女：
1. 埃里希（英语：Eric I, Duke of Mecklenburg）（1365年—1397年）
2. 理察迪絲（英语：Richardis Catherine of Mecklenburg）（約1370年—1400年）

理察迪絲於1377年去世。1396年，阿爾伯特與不倫瑞克-呂訥堡的阿格尼絲結婚，兩人的獨子阿爾布雷希特於隔年出生。